# McAfee VirusScan
McAfee VirusScan – program antywirusowy firmy McAfee dla systemów Windows, OS X, Linux oraz Unix.
Przeszukuje następujące obszary systemu: dyski lokalne i sieciowe, tablice partycji, boot sektory, napędy CD-ROM, stacje dyskietek oraz pliki skompresowane. W pakiecie znajduje się również oprogramowanie typu firewall. Wersja testowa działa 30 dni.